# Jahresvergleich
Der Jahresvergleich (englisch Year-over-year (YOY), Year-on-Year) vergleicht einen für ein bestimmtes Jahr ermittelten Wert mit dem entsprechenden Wert eines oder mehrerer Vorjahre. YOY-Vergleiche werden vor allem im Zusammenhang mit der Performance von Investitionen auf täglicher, monatlicher oder quartalsweiser Basis genutzt. Jedes gemessene Ereignis, welches jährlich auftritt, kann auf einer YOY-Basis verglichen werden. Year-over-Year ist nicht zu verwechseln mit Year-to-date: Dort wird die Veränderung des aktuellen Wertes zum Beginn des laufenden (Geschäfts-)Jahres gemessen.
Eigentümer, Manager und Stakeholder können mit Hilfe von YOY-Vergleichen herausfinden, ob sich die Performance des Unternehmens oder Geschäftsbereiches verbessert oder verschlechtert hat. Sind beispielsweise die Umsätze eines Geschäftsbereiches im dritten Quartal YOY gestiegen, dann heißt das, dass die Umsätze des Geschäftsbereiches im dritten Jahr höher sind als die im zweiten und die im ersten Jahr.
| Kategorie | Q3 2010   | Q3 2011   | YOY       | Q3 2012   | YOY       |
| --------- | --------- | --------- | --------- | --------- | --------- |
| Umsatz    | € 100.000 | € 110.000 | + 10,00 % | € 130.000 | + 18,18 % |
| Gewinn    | € 1.000   | € 1.250   | + 25,00 % | € 900     | - 28,00 % |

Durch den Bezug auf aufgelaufene unterjährige Zahlen ist die Volatilität bei Year-on-Year-Zahlen größer als bei vollständigen Geschäftsjahren (Year ending-Vergleichen) und kleiner als bei einem Periode-zu-Vorperiode-Vergleich.